# Nepomuk (okres Příbram)
Nepomuk (německy Nepomuk) je obec v okrese Příbram ve Středočeském kraji, asi 14 km jihozápadně od Příbrami. Žije zde 233 obyvatel.

## Historie
První písemná zmínka o obci pochází z roku 1727. Brdská krajina vylidněná po třicetileté válce a následně postižená morem potřebovala nové obyvatele, kteří by obhospodařovali lesy a železárny. Proto se arcibiskup František Ferdinand Khüenburg rozhodl povolat nové osadníky. Vyslal emisary do česko-bavorského pohraničí s nabídkou zrušení roboty a podmínkou, že synové nebudou povoláni do vojenské služby. Za dvacet zlatých měla každá rodina dostat místo i materiál ke stavbě domu a dostatek pozemků k hospodaření. Pozemky představovalo nepříliš pohostinné místo pod hřebenem vrchu Malý Tok. V polovině ledna roku 1727 přišlo 22 rodin, šumavských Němců z tehdejšího panství Kout. Osadníci budovali stavení, která znali ze své domoviny způsobem, který pronikl na Šumavu z Alp – sruby s nízce položenými střechami zatěžkanými plochými kameny. Podobné domy se zachovaly jedině ve Volarech. Nově vzniklá vesnice dostala jméno Nepomuk po Janu Nepomuckém, kterého arcibiskup Khüenburg obzvláště ctil. Protože se podle uděleného privilegia nesměl počet usedlostí v Nepomuku rozšiřovat, vznikla na sklonku 18. století opodál ještě druhá německá ves. Původně dostala jméno „Nový Nepomuk“, ale název se neujal. Češi z Rožmitálska říkali vsi Zalány, což nakonec přijali její obyvatelé i úřady. Pro obě obce platila dlouho, ale někdy se používá ještě i dnes, přezdívka V Němcích. Němečtí kolonisté postupně přestavěli své původní domy způsobem běžným v brdském kraji. Zcela splynuli s českým prostředím, i když u své původní národnosti setrvávali dlouho. Ve zdejší škole, která byla dřevěná se šumavskou věžičkou, se učilo výhradně německy až do roku 1870. Dnes už původ obyvatel Nepomuku a Zalán připomínají jen jména. Z Šumavy si osadníci přinesli znalosti nejrůznější práce se dřevem, kterou uplatnili i v novém působišti. V 19. století Nepomučtí a Zalánští vyráběli štípané šindele, násady na nářadí, rudní soudky pro příbramské doly, drobné kuchyňské nářadí a dřeváky. Dřeváky vymizely z Brd na sklonku 19. století, kdy je vystřídaly bácy (pantofle s dřevěnou podrážkou a koženým vrškem). Také se tahal drát – šlo o dřevěné špejle, jenž výrobci strouhali ze smrkového dřeva a posílali do sirkáren. Byly důležité i pro lubařství – luby jsou široké dřevěné štěpiny, z kterých se vyráběly obruče na řešeta a dřevěné krabice nejrůznějších velikostí. Pro lékárnické účely se vyráběly dřevěné soustruhované kelímky. Vyráběly se dekorativní předměty jako panenky, dětské hračky a sošky svatohorské Madony, které si kupovali jako upomínku poutníci na Svatou Horu. Řezbářské řemeslo se na Rožmitálsku udrželo až do druhé světové války.
V 50. letech byly postaveny finské domky, které vhodně doplnily nepomuckou architekturu. V severozápadním cípu obce bylo později postaveno sídliště z jednopatrových typových domů. Významnými stavebními památkami jsou dnes tři roubené hájovny postavené ve 30. letech 20. století.
Od roku 1997 je Nepomuk součástí přírodního parku Třemšín.

## Obecní správa

### Části obce
- Nepomuk (k. ú. Nepomuk pod Třemšínem a Nepomuk v Brdech)

Součástí obce jsou také základní sídelní jednotky Nepomuk v Brdech a Nepomucké Zalány.
Sousedními obcemi sídla jsou Rožmitál pod Třemšínem a Věšín.
Dne 23. listopadu 1990 se Nepomuk odloučil od Rožmitálu pod Třemšínem a stal se samostatnou obcí.
V souvislosti se zánikem vojenského újezdu Brdy bylo k 1. lednu 2016 k obci připojeno katastrální území Nepomuk v Brdech, které vzniklo k 10. únoru 2014. Toto území má rozlohu 17,658333 km² a je zde evidována 1 neobydlená budova s adresou a 0 obyvatel. Obec se tak rozkládá na dvou katastrálních územích: Nepomuk pod Třemšínem a Nepomuk v Brdech

### Územněsprávní začlenění
Dějiny územněsprávního začleňování zahrnují období od roku 1850 do současnosti. V chronologickém přehledu je uvedena územně administrativní příslušnost obce v roce, kdy ke změně došlo:
- 1850 země česká, kraj Plzeň, politický i soudní okres Březnice[10]
- 1855 země česká, kraj Písek, soudní okres Březnice
- 1868 země česká, politický okres Blatná, soudní okres Březnice
- 1939 země česká, Oberlandrat Klatovy, politický okres Blatná, soudní okres Březnice[11]
- 1942 země česká, Oberlandrat Plzeň, politický okres Strakonice, soudní okres Březnice[12]
- 1945 země česká, správní okres Blatná, soudní okres Březnice[13]
- 1949 Plzeňský kraj, okres Blatná[14]
- 1960 Středočeský kraj, okres Příbram
- 2003 Středočeský kraj, okres Příbram, obec s rozšířenou působností Příbram

### Členství ve sdruženích
Nepomuk je členem ve svazku obcí Mikroregion Třemšín, který vznikl v roce 2000 s cílem celkového rozvoje regionu. Také je členem sdružení Čechy nad zlato, které vzniklo v roce 1996 za účelem ochrany životního prostředí v oblastech ohrožených průzkumem ložisek a těžbou zlata.

## Obyvatelstvo
Počet obyvatel od začátků sčítání obyvatel má sestupnou tendenci. Nejvíce obyvatel (467) zde žilo při s čítání obyvatel v roce 1890. Nejvýraznější úbytek obyvatel byl zaznamenán v roce 1930, kdy oproti roku 1921 ubylo 230 obyvatel. Nejmenší počet obyvatel (124) byl zaznamenán v roce 1980. Vývoj počtu obyvatel a sčítání domů je uveden v tabulce:
| Rok                   | 1869 | 1880 | 1890 | 1900 | 1910 | 1921 | 1930 | 1950 | 1961 | 1970 | 1980 | 1991 | 2001 | 2011 | 2021 |
| --------------------- | ---- | ---- | ---- | ---- | ---- | ---- | ---- | ---- | ---- | ---- | ---- | ---- | ---- | ---- | ---- |
| Počet obyvatel        | 306  | 318  | 467  | 330  | 378  | 477  | 247  | 287  | 325  | 177  | 124  | 190  | 185  | 201  | 233  |
| Rozdíl počtu obyvatel | –    | +12  | +149 | –137 | +48  | +99  | –230 | +40  | +38  | –148 | –53  | +66  | –5   | +16  | +32  |
|                       |      |      |      |      |      |      |      |      |      |      |      |      |      |      |      |
| Počet domů            | 40   | 39   | 63   | 45   | 49   | 50   | 53   | 102  | 102  | 64   | 52   | 95   | 97   | 101  | 138  |
| Rozdíl počtu domů     | –    | –1   | +24  | –18  | +4   | +1   | +3   | +49  | 0    | –38  | –12  | +43  | +2   | +4   | +37  |

Zakládající osadníci, kteří přišli v roce 1727: Tomáš Mayer, Georg Riderer, Georg Kreszl, Adam Kreszl, Martin Kreszl, Hanz Haasz, Martin Eisenreiter, Volf Aschenbrenner, Jakub Vogel, Adam Kreszl, Ondřej Kreszl, Jakub Lobner, Wolfgang Kuchler, Tomáš Wockaun, Michal Schmidt, Tomáš Haasz, Šimon Kreszl, Hans Georg Riderer, Adalbert Kuchler, Hans Kuchler, Hans Rom, Andreas Weinfurter, Hans Michal Braun a Andreas Braun (mlynář).

## Společnost

### Rok 1932
V roce 1932 byly v obci Nepomuk (401 obyvatel) evidovány tyto živnosti a obchody: 2 hostince, kolář, 2 obchody se smíšeným zbožím, 2 trafiky.

### Školství
Kvůli neznalosti českého jazyka nemohly děti z Nepomuku chodit do školy v Rožmitále. Děti vzdělával některý ze sousedů ve své světnici. Jedním z takových učitelů byl Jan Weinfurter. Po něm vyučoval soustružník Tomáš Haas, který si učitelství přidal ke svému zaměstnání, když mu bylo 20 let. Kolem roku 1780 byla z příspěvků všech obyvatel postavena na návsi škola. Byla to roubená budova se zvoničkou, protože v dřívějších dobách byl učitel i zvoníkem. Haas se dožil 90 let a při stáří si k sobě přibral učitelského pomocníka Jana Viktoru z Voltuše. Podle nalezeného starého rozvrhu se zde vyučovalo náboženství, čtení, krasopis, diktando, počty a písemnosti. Haasovým nástupcem se stal kolem roku 1854 František Kašpárek, který zde vyučoval až do své smrti v roce 1871. Dalším učitelem byl do roku 1879 Alois Průcha, za nějž bylo vyučování vedeno již pouze v češtině. Po něm nastoupil Antonín Vaniš, za jehož působení byla roku 1882 škola rozšířena o druhou třídu, pro kterou byla najata místnost v domě č. 4, kde byl i byt druhého učitele Františka Bláhy. V roce 1883 se ve škole začaly vyučovat ženské ruční práce. Tzv. industriální učitelkou se stala Josefa Vanišová. Škola a pronajatá místnost byly svými podmínkami pro vyučování nevhodné, proto byla v roce 1897 vystavěna nová jednopatrová budova, která byla i vysvěcena. Učitel Vaniš, který zemřel v roce 1899, byl zakladatelem školní kroniky a knihovny. Jeho nástupcem se stal Antonín Kalbáč, který založil školní zahradu, kterou osázel stromy a poté do ní umístil i letní tělocvičnu. Dalšími učiteli, kteří zde působili, byli např. Gustav Klika (1904–1906) a Gabriel Brda (1910–1911). Za 1. světové války školu řídil rožmitálský učitel Václav Matoušek. Po vystavění nové školy v roce 1897 sloužila stará škola jako byt pro učitele, poté jako obecní chudobinec. Zbourána byla v květnu 1914. Zvonička z ní byla poté dána na kapli a na místě bývalé staré školy byl umístěn pomník padlým.

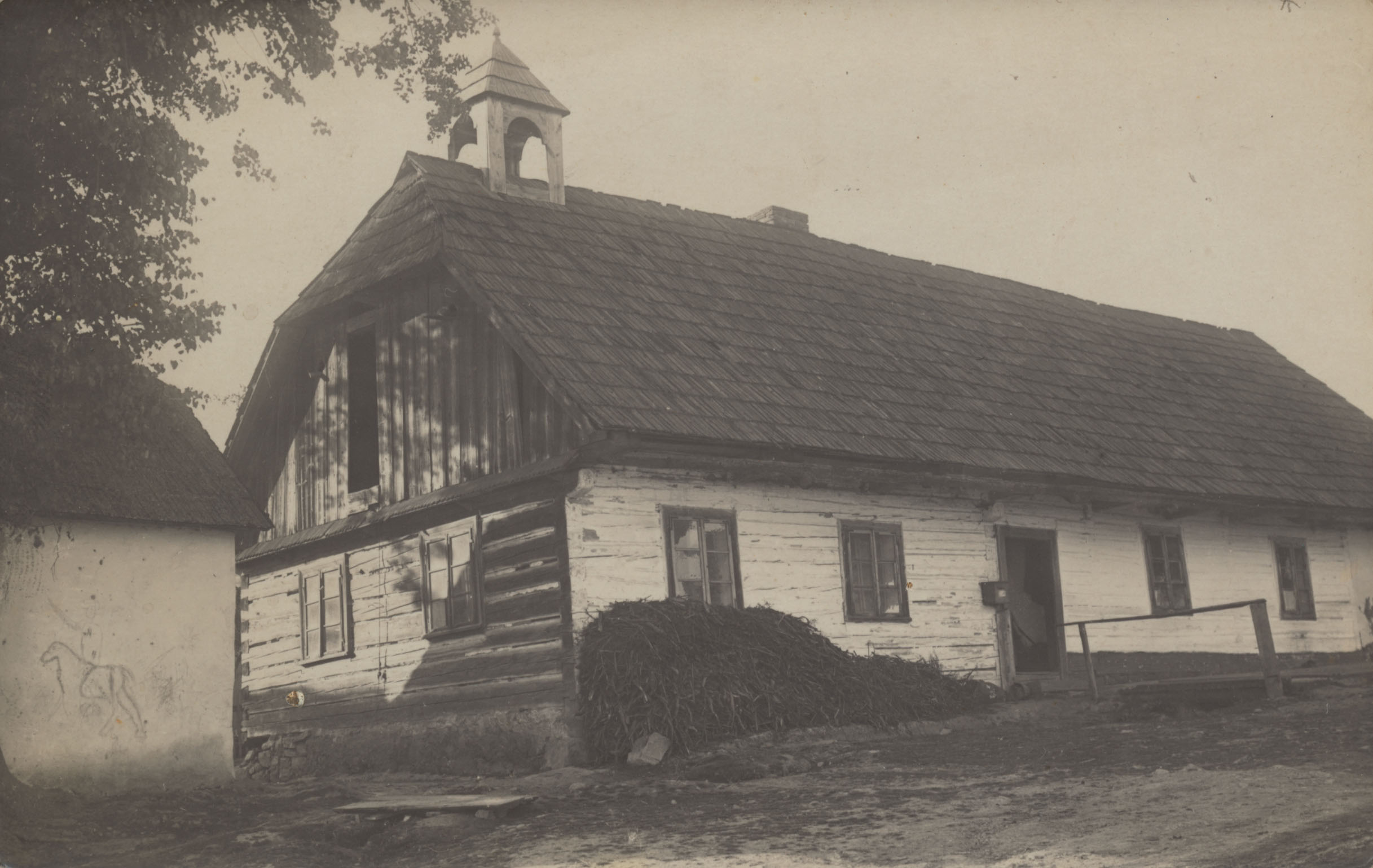
Budova staré školy v Nepomuku – příklad alpské architektury, zbourána v roce 1914

## Doprava

### Dopravní síť
Do obce vedou silnice III. třídy. Železniční trať ani stanice či zastávka na území obce nejsou.

### Autobusová doprava 2024
Autobusovou dopravu v obci Nepomuk zajišťuje společnost Arriva Střední Čechy. Obec je součástí Pražské integrované dopravy (PID). V obci se nacházejí zastávky Nepomuk a Nepomuk,sídliště. Obec je výchozí nebo konečnou pro linku 495, která spojuje Nepomuk s Rožmitálem pod Třemšínem, Březnicí a Mirovicemi.

## Turistika
Obcí vedou cyklotrasy č. 2273 Trokavec – Vranovice a č. 8143 Petrovice – Nové Dvory.